# Surtees TS16
O TS16 é o modelo da Surtees das temporadas de 1974, 1975 e 1976 (1 GP) da F1. 
Foi guiado por Carlos Pace, Jochen Mass, Jorge de Bagration, Leo Kinnunen, José Dolhem, Derek Bell, Ewald Boisitz, Divina Galica, Jean-Pierre Jarier, Helmuth Koinigg, Dave Morgan, Henri Pescarolo, Dieter Quester e John Watson.No GP dos EUA de 1974,Koinigg se acidentou,decapitando o piloto com este modelo.